# Galathea
Galathea is een geslacht van springkrabben.

## Soorten
- Galathea aegyptiaca Paul'son, 1875
- Galathea albatrossae Baba, 1988
- Galathea amamiensis Miyake & Baba, 1966
- Galathea amboinensis De Man, 1888
- Galathea anepipoda Baba, 1990
- Galathea australiensis Stimpson, 1858
- Galathea balssi Miyake & Baba, 1964
- Galathea bengala Tirmizi & Javed, 1993
- Galathea bidens Baba, 1988
- Galathea bimaculata Miyake & Baba, 1966
- Galathea bolivari Zariquiey Álvarez, 1950
- Galathea boninensis Miyake & Baba, 1965
- Galathea brevimana Paul'son, 1875
- Galathea capillata Miyake & Baba, 1970
- Galathea cenarroi Zariquiey Álvarez, 1968
- Galathea consobrina De Man, 1902
- Galathea corallicola Haswell, 1882
- Galathea coralliophilus Baba & Oh, 1990
- Galathea cymbulaerostris Tirmizi, 1966
- Galathea dispersa Bate, 1859
- Galathea faiali Nunes-Ruivo, 1961
- Galathea formosa De Man, 1902
- Galathea genkai Miyake & Baba, 1964
- Galathea guttata Osawa, 2004
- Galathea hispida Baba, 2005
- Galathea inconspicua Henderson, 1885
- Galathea inflata Potts, 1915
- Galathea intermedia Liljeborg, 1851
- Galathea keijii Tirzimi & Javed, 1993
- Galathea kuboi Miyake & Baba, 1967
- Galathea labidolepta Stimpson, 1858
- Galathea latirostris Dana, 1852
- Galathea lenis Baba, 1969
- Galathea longimana Paul'son, 1875
- Galathea longimanoides Johnson, 1970
- Galathea lumaria Baba, 2005
- Galathea machadoi Barrois, 1888
- Galathea maculiabdominalis Baba, 1972
- Galathea magnifica Haswell, 1882
- Galathea mauritiana Bouvier, 1914
- Galathea multilineata Balss, 1913
- Galathea nexa Embleton, 1834
- Galathea ohshimai Miyake & Baba, 1967
- Galathea omanensis Tirmizi & Javed, 1993
- Galathea orientalis Stimpson, 1858
- Galathea patae Osawa, 2006
- Galathea paucilineata Benedict, 1902
- Galathea pilosa De Man, 1888
- Galathea platycheles Miyake, 1953
- Galathea pubescens Stimpson, 1858
- Galathea quinquespinosa (Balss, 1913)
- Galathea robusta Baba, 1990
- Galathea rostrata A. Milne Edwards 1880
- Galathea rubromaculata Miyake & Baba, 1967
- Galathea rufipes A. Milne Edwards & Bouvier, 1894
- Galathea spinimanus Borradaile, 1900
- Galathea spinosorostris Dana, 1852
- Galathea squamea Baba, 1979
- Galathea squamifera Leach, 1814
- Galathea strigosa (Linnaeus, 1761) (Blauwgestreepte springkrab)
- Galathea submagnifica Laurie, 1926
- Galathea subsquamata Stimpson, 1858
- Galathea tanegashimae Baba, 1969
- Galathea ternatensis De Man, 1902
- Galathea tropis Baba, 2005
- Galathea venusta Miyake & Baba, 1970
- Galathea vitiensis Dana, 1852
- Galathea whiteleggii Grant & McCulloch, 1906
- Galathea wolffi Miyake & Baba, 1970
- Galathea yamashitai Miyake & Baba, 1967